# ترویله
ترویله (به ایتالیایی: Treville) یک کومونه در ایتالیا است که در استان آلساندریا واقع شده‌است.

## خصوصیات
ترویله ۴٫۷ کیلومترمربع مساحت و ۲۶۷ نفر جمعیت دارد و ۳۰۰ متر بالاتر از سطح دریا واقع شده‌است.